# Jan Luykx
Jan Luykx (ur. 1956) – belgijski dyplomata, w latach 2006–2010 ambasador Królestwa Belgii w Polsce.

## Życiorys
Ukończył studia z dziedziny orientalistyki i historii. Od 1985 jest pracownikiem Ministerstwa Spraw Zagranicznych Królestwa Belgii. Pracował jako dyplomata w Austrii, Indiach, Danii i USA. W 2006 został mianowany ambasadorem w Polsce. Odznaczony Krzyżem Komandorskim Orderu Zasługi RP.